# Eddie Irvine
Edmund "Eddie" Irvine, Jr. (Newtownards, 10 de novembre de 1965) és un ex-pilot de Fórmula 1 nord-irlandès, conegut per ser l'escuder de Michael Schumacher a Ferrari.